# Октябрське (Петуховський округ)
Октя́брське (рос. Октябрьское) — село у складі Петуховського округу Курганської області, Росія.
Населення — 909 осіб (2010, 1014 у 2002).
Національний склад станом на 2002 рік:
- росіяни — 96 %